# Lãnh địa Groningen
Lãnh địa Groningen (tiếng Hà Lan: Heerlijkheid Groningen) là một vùng đất lịch sử do một lãnh chúa cai trị nằm dưới quyền của Quân chủ Habsburg, chính thức thành lập vào năm 1536, sau trở thành một lãnh địa thuộc Vùng đế chế Burgundy thuộc Đế chế La Mã Thần thánh. Lãnh địa Groningen ngày nay tương đương với tỉnh Groningen của Vương quốc Hà Lan.
Cần phải phân biệt giữa Thành phố Groningen và vùng nông thôn xung quanh, được gọi là Ommelanden. Thành phố Groningen đã giành độc lập và tách ra khỏi Giám mục vương quyền Utrecht vào thế kỷ XII. Ommelanden, cùng với những người hàng xóm Frisia của họ, được hưởng quyền tự do Frisia và chưa bao giờ có lãnh chúa. Vì vậy, trước năm 1536, khái niệm Lãnh chúa xứ Groningen chưa từng tồn tại.
Sau chiến thắng của Quân chủ Habsburg trong Trận Heiligerlee (1536) trong Chiến tranh Guelders, thành phố Groningen và Ommelanden nằm dưới sự cai trị của Karl V của Thánh chế La Mã (người đứng đầu Nhà Habsburg). Những lãnh thổ này được gia nhập vào Lãnh địa Groningen và được cai trị bởi một Stadtholder, nhưng vẫn được bảo toàn các quyền và đặc quyền cổ xưa của mình. Vì vị trí chiếm ưu thế của thành phố, liên minh chưa bao giờ thành công cho lắm trong việc cai trị nó. Năm 1548, Lãnh địa Groningen trở thành một phần của Vùng đế chế Burgundy.
Khi Liên minh Utrecht được ký kết vào năm 1579, Lãnh địa Groningen cũng tham gia. Nhưng người dân ở Ommelanden thể hiện sự nhiệt tình hơn, vì họ xem đây là cơ hội để giành lại độc lập khỏi thành phố, hơn là ở chính Groningen. Vào tháng 3 năm 1580, Stadtholder George van Lalaing, Bá tước xứ Rennenberg đã thành công trong việc thuyết phục thành phố Groningen khỏi Liên minh Utrecht và luôn trung thành với Vua Tây Ban Nha. Thành phố giờ đây đã trở thành pháo đài phía Bắc của người Tây Ban Nha trong Chiến tranh Tám mươi năm, nhưng họ ngày càng mất nhiều lãnh thổ hơn cho đến khi thành phố bị bao vây vào năm 1594.
Lãnh địa bị bãi bỏ nhưng thành phố và Ommelanden vẫn thống nhất trong một tỉnh. Groningen và Ommelanden trở thành một phần của Cộng hòa Bảy Vương quốc Hà Lan.